# علاج نفسي جسمي
العلاج النفسي الجسمي، ويُسمى أيضًا العلاج النفسي الموجه للجسم، هو نهج للعلاج النفسي يطبق المبادئ الأساسية لعلم النفس الجسدي. ظهر في أعمال بيير جانيت وسيغموند فرويد وبشكل خاص فيلهلم رايش الذي طوره كعلاج نمائي.

## التاريخ
يعتبر فيلهلم رايش ومن جاء بعده مؤسسي العلاج النفسي الجسمي. من ثلاثينيات القرن العشرين، أصبح رايش معروفًا بفكرة أن التوتر العضلي يعكس المشاعر المكبوتة، وابتدع مصطح «درع الجسم»، وطور طريقة تعتمد على تطبيق الضغط لتحرير عواطف الجسم. وجه رايش النبذ من أوساط التحليل النفسي السائدة لكن عمله عاد ليبرز في «حركة النمو» في الستينيات والسبعينيات من القرن العشرين وفي مشروع الثقافة المضادة المتمثلة في «تحرير الجسم». نتيجةً لذلك، هُمش العلاج النفسي الجسمي ضمن مفاهيم علم النفس السائدة وكان ينظر إليه في الثمانينيات والتسعينيات من القرن العشرين على أنه «الطرف الجذري للعلاج النفسي». قد يكون الموضع الهامشي للعلاج النفسي الجسمي مرتبطًا بميل القادة الملهمين إلى البروز من خلاله، بدءًا من رايش وما بعده.
أدى عمل ألكساندر لوين في تحليل الطاقات البيولوجية وعمل جون بيراكوس في علم الطاقة الأساسي إلى توسيع اكتشافات رايش في تقسيم درع الجسم: «الدروع العضلية لها ترتيب مجزأ ... دائمًا مستعرضة لجذع الجسم، وليست على طوله. ادعى لوين أن «لا توجد كلمات واضحة مثل لغة التعبير الجسدي».
شهدت أوائل العقد الأول من القرن العشرين «نهضة العلاج النفسي الجسمي» التي وسعت نطاق الاهتمام بالجسم وإدراجه في علم النفس والتخصصات الأخرى بما في ذلك الفلسفة وعلم الاجتماع والأنثروبولوجيا والدراسات الثقافية. فتحت نظرية العلاقة بالموضوع الطريق مؤخرًا للنظر بشكل أكمل في العلاقة بين العقل والجسم في العلاج النفسي.

## الفروع
توجد عدة فروع للعلاج النفسي الجسمي، وغالبًا ما تعود أصولها لأفراد معينين: على سبيل المثال، « تحليل الطاقات البيولوجية» التابع للوين وبيراكوس؛ «الجذر» التابع لتشاك كيلي؛ العلاج النفسي العضوي التابع لمالكولم وكاثرين براون؛ «التخليق الحيوي» التابع لديفيد بوديلا؛ «علم النفس الحركي الحيوي» التابع لجيردا بوييسن؛ «تآزر روبنفيلد» التابع لإيلانا روبنفيلد؛ «تركيز الجسم والعقل» التابع لبوني بينبريدج كوين، و«العلاج النفسي الجسمي» لسوزان أبوشيان؛ تطور عمل جاك بينتر في «التكامل الوضعي والطاقي» ليصبح من طرق العلاج النفسي.
تأثر العديد من هؤلاء المساهمين في العلاج النفسي الجسمي بعمل فيلهلم رايش، وأضافوا وأدمجوا مجموعة متنوعة من الدراسات الأخرى. وأصبحت هذه الأساليب مقبولة ومعترف بها.
إلى جانب العلاجات النفسية الجسمية المبنية مباشرةً على عمل رايش، يوجد فرع من العلاجات النفسية الجسمية ما بعد يونغ، تطور من فكرة يونغ عن «اللاوعي الجسدي». معظم المحللين ما بعد يونع استبعدوا عمل رايش ولم يعملوا مع الجسم، من المساهمين في العلاج النفسي الجسمي المشتق من عمل يونغ، أرنولد مايندل بمفهومه عن «حلم الجسم» وتطويره علم النفس الموجه نحو العمليات. يُعرف علم النفس الموجه نحو العمليات بتركيزه على الجسم والحركة.
تطور كل من العلاج النفسي الجسمي والعلاج بالرقص والحركة بشكل منفصل ومتميز مهنيًا، لكنهما يشتركان ببعض المبادئ بما في ذلك أهمية التقنيات العلاجية اللالفظية وتنمية الوعي المركّز على الجسم.
وجدت مراجعة لأبحاث العلاج النفسي الجسمي قاعدة أدلة تجريبية صغيرة ولكنها متنامية حول نتائج العلاج النفسي الجسمي، ومع ذلك ضعفت بسبب تجزئة المجال إلى فروع ومدارس مختلفة. تشير المراجعة إلى أن إحدى أقوى الدراسات هي بحث طولي (استمر لسنتين) تضمن 342 مشاركًا من 8 مدارس مختلفة (علم النفس التجريبي بطريقة هاكومي، العلاج النفسي الجسمي الموحد، علم النفس الحركي الحيوي، تحليل الطاقات البيولوجية، العلاج النفسي اللفظي والعملي المتمركز حول الشخص، العلاج النفسي الجسمي التكاملي، العلاج النفسي الموجه للجسم، والتخليق الحيوي). أُثبتت النتائج الكلية لهذه الطرق فعاليتها في الحد من الأعراض، لكن حدّ تصميم الدراسة من الوصول إلى الاستنتاجات الموضوعية الأخرى.
أثبتت مراجعة أبحاث النتائج لأنواع مختلفة من العلاج النفسي الموجه للجسم أن أفضل الأدلة تدعم فعالية علاج الاضطرابات الجسدية/النفسية الجسدية والفصام، أثبتت أيضًا وجود «آثار جيدة عمومًا في تخفيف أعراض الاكتئاب والقلق والأعراض الجسدية وانعدام الأمن الاجتماعي».

## الصدمة
يعد العلاج النفسي الجسمي أحد الأساليب المستخدمة في النهج متعدد الوسائط لعلاج الصدمات النفسية، خاصةً اضطراب الكرب التالي للصدمة النفسية واضطراب الكرب التالي للصدمة المعقد.
يعد استعادة الشعور بالحدود الشخصية المادية من خلال العلاج النفسي الحسي الحركي جزءًا مهمًا من عملية إعادة بناء الثقة لدى المصابين بصدمات نفسية. يعد هذا النهج الذي يمزج بين الوعي الجسدي والمعرفي مستلهمًا من العمل الرائد لجانيت، بالإضافة إلى توظيف العمل الحديث لأنطونيو داماسيو.
تمثل ضرورة العلاج دون احتكاك مع المصابين بصدمات نفسية تحديًا خاصًا لأخصائيي العلاج النفسي الجسمي.

## المنظمات
تعد الجمعية الأوروبية للعلاج النفسي الجسمي وجمعية الولايات المتحدة للعلاج النفسي الجسمي جمعيتان مهنيتان لأخصائيي العلاج النفسي الجسمي.
تأسست الجمعية الأوروبية للعلاج النفسي الجسمي في عام 1988 لتشجيع إدراج العلاج النفسي الجسمي بشكل واسع ضمن الاحترافية والتوحيد والتنظيم للعلاج النفسي في أوروبا، بقيادة الرابطة الأوروبية للعلاج النفسي. التزم مجلس الجمعية الأوروبية للعلاج النفسي الجسمي بمعاييرها لإثبات الصحة العلمية لطرائق العلاج النفسي، وحقق ذلك في عامي 1999/2000، مع توظيف طرق فردية مختلفة حققت لاحقًا هذا الاعتراف أيضًا. لدى هذه الجمعية مؤتمر نصف سنوي؛ ينظم مجلسًا يضم عشر جمعيات وطنية للعلاج النفسي الجسمي؛ يدعم منتدى منظمات العلاج النفسي الجسمي، الذي يشمل أكثر من 18 مؤسسة تدريب في العلاج النفسي الجسمي في 10 دول مختلفة؛ يوفر موقع الجمعية الأوروبية للعلاج النفسي الجسمي أيضًا قائمة بأوراق البحث؛ ببليوغرافيا تحتوي على منشورات للعلاج النفسي الجسمي، تتضمن أكثر من 5000 مقال.
تأسست جمعية الولايات المتحدة للعلاج النفسي الجسمي في يونيو عام 1996 لتوفير التدريب المهني لممارسي العلاج النفسي الجسمي في الولايات المتحدة. أصدرت الجمعية دورية مهنية لمراجعة الأقران في عام 2002، مجلة العلاج النفسي الجسمي في الولايات المتحدة، التي صدرت مرتين سنويًا في الفترة بين عامي 2002-2011. في عام 2012، أصدرت المنظمتين الشقيقتين معًا مجلة العلاج النفسي الجسمي الدولية.
توجد أيضًا جمعية أسترالية للعلاج النفسي الجسمي في أستراليا.

## التحذيرات
برزت أهمية القضايا الأخلاقية في العلاج النفسي الجسمي بسبب حساسية التقنيات المستخدمة.